# Bettancourt-la-Longue
Bettancourt-la-Longue è un comune francese di 92 abitanti situato nel dipartimento della Marna nella regione del Grand Est.

## Società

### Evoluzione demografica
Abitanti censiti